# AEA Investors
AEA Investors (American European Associates) ist eine amerikanische Private-Equity-Gesellschaft. Sie wurde 1968 von S. G. Warburg & Co. zur Verwaltung des Geldvermögens der Familien Rockefeller, Mellon und Harriman gegründet.

## Beteiligungen
Quelle:
| Unternehmen                      | Kaufdatum | Tätigkeit                                    | Sitz                         |
| -------------------------------- | --------- | -------------------------------------------- | ---------------------------- |
| Excelitas Technologies Corp.     | 2017-17   | Licht-Optik-Systeme                          | Mississauga (Kanada)         |
| 1-800 Contacts                   | 2016-01   | Kontaktlinsen                                | Draper (Utah)                |
| Inovar Packaging Group           | 2016-01   | Verpackungen                                 | Arlington (Texas)            |
| Balboa Water Group               | 2015-11   | Spa Control                                  | Tustin (Kalifornien)         |
| ThreeSixty Group                 | 2015-10   | Merchandising                                | Irvine (Kalifornien)         |
| Flow Control Group               | 2015-02   | Vertrieb von Fluidtechnik                    | Charlotte (North Carolina)   |
| Pro Mach Group                   | 2014-10   | Verpackungsmaschinen                         | Cincinnati                   |
| 24 Hour Fitness Worldwide        | 2014-05   | Fitnessstudios                               | San Ramon (Kalifornien)      |
| Galco Industrial Electronics     | 2014-05   | Vertrieb von Industrieelektronik             | Madison Heights (Michigan)   |
| Gypsum Management & Supply       | 2014-04   | Vertrieb von Gipsplatten                     | Tucker (Georgia)             |
| Evoqua Water Technologies        | 2014-01   | Wasseraufbereitungsanlagen                   | Warrendale (Pennsylvania)    |
| Brand Networks                   | 2013-05   | Werbung                                      | Boston                       |
| Aramsco Holdings                 | 2013-05   | Vertrieb von Sicherheitsausstattung          | Paulsboro, New Jersey        |
| Suhyang Networks                 | 2013-01   | Kinderbekleidung                             | Seoul                        |
| Dematic                          | 2012-12   | Intralogistik                                | Atlanta                      |
| Sparrows Group                   | 2012-10   | Ölfelddienstleister                          | Aberdeen                     |
| NES Global Talent                | 2012-10   | Personaldienstleistungen für die Ölindustrie | Manchester                   |
| Swanson Industries               | 2012-10   | Hydraulik                                    | Morgantown (West Virginia)   |
| Evans Network                    | 2012-06   | Spedition                                    | Schuylkill Haven             |
| Industrial Acoustics Company     | 2012-05   | Akustik                                      | Winchester                   |
| Dayton Parts                     | 2012-05   | Nfz-Federn                                   | Harrisburg (Pennsylvania)    |
| SBP Holding                      | 2011-12   | Vertrieb von Gummibändern und Stahlsteilen   | Glen Burnie (Maryland)       |
| At Home                          | 2011-10   | Vertrieb von Inneneinrichtung                | Dallas                       |
| RelaDyne                         | 2010-11   | Vertrieb von Schmierstoffen                  | Cincinnati                   |
| BOA Group                        | 2010-10   | Metallbälge und -schläuche                   | Karlsruhe                    |
| LoneStar Group                   | 2010-08   | Dichtungen, Verbindungstechnik               | Wolverhampton                |
| Shoes for Crews                  | 2010-07   | Stopperschuhe                                | West Palm Beach              |
| Cogent Healthcare                | 2010-04   | Outsourcing im Gesundheitsbereich            | Canton (Ohio)                |
| Phillips Pet Food & Supplies     | 2010-02   | Vertrieb von Tierfutter                      | Easton (Pennsylvania)        |
| Sextant Education Corp.          | 2009-11   | Private Bildungseinrichtung                  | Fort Myers                   |
| Northern China German Automotive | 2009-10   | Autohandel                                   | Peking                       |
| Troxell Communications           | 2008-12   |                                              | Phoenix (Arizona)            |
| B.I. Incorporated                | 2008-08   |                                              | Boulder (Colorado)           |
| Implus Footcare                  | 2008-05   | Schuhe                                       | Durham (North Carolina)      |
| SRS Distribution                 | 2008-02   | Vertrieb von Dachdeckmaterial                | McKinney (Texas)             |
| Houghton International           | 2007-12   | Chemie                                       | Valley Forge (Pennsylvania)  |
| Colony Hardware Corporation      | 2007-07   |                                              | Orange (Connecticut)         |
| National Rehab Equipment         | 2007-07   |                                              | Moon Township (Pennsylvania) |
| Industrial Controls              | 2006-12   |                                              | Eatontown, New Jersey        |
| Acosta                           | 2006-07   |                                              | Jacksonville (Florida)       |
| Unifrax                          | 2006-05   | Hochtemperaturwolle                          | Niagara Falls (New York)     |
| PPC Industries                   | 2006-03   |                                              | Pleasant Prairie (Wisconsin) |
| Pregis                           | 2005-10   | Verpackung                                   | Deerfield (Illinois)         |
| PLZ Aeroscience                  | 2005-08   |                                              | Saint Clair (Missouri)       |
| CPG International                | 2005-05   |                                              | Scranton (Pennsylvania)      |
| Henry Company                    | 2005-03   |                                              | El Segundo, Kalifornien      |
| In the Swim                      | 2005-02   |                                              | Chicago                      |
| Kranson Industries               | 2004-07   |                                              | St. Louis                    |
| Convenience Food Systems         | 2004-06   |                                              | Düsseldorf                   |
| Burt’s Bees                      | 2003-11   | Naturkosmetik                                | Durham (North Carolina)      |
| Symrise                          | 2003-02   | Duft- und Geschmacksstoffe                   | Holzminden                   |
| Noveon International             | 2001-02   |                                              | Cleveland                    |
| Sovereign Specialty Chemicals    | 1999-12   |                                              | Chicago                      |
| Tampico Beverages                | 1999-11   |                                              | Chicago                      |
| Li & Fung                        | 1999-02   |                                              | Hongkong                     |
| Rand McNally                     | 1997-11   | Kartenverlag                                 | Skokie, Illinois             |
| Dal-Tile International           | 1996-11   |                                              | Dallas                       |
| Mettler-Toledo                   | 1996-10   | Waagen                                       | Columbus (Ohio)              |
| Manchester Tank & Equipment      | 1996-08   |                                              | Bedford (Indiana)            |
| Graco Children’s Products        | 1995-06   |                                              | Atlanta                      |
| Waters Corporation               | 1994-08   | Laborausstattung                             | Parsippany                   |
| North Arundel Cable Television   | 1993-12   |                                              | Millersville (Maryland)      |
| Sola International               | 1993-12   |                                              | San Diego                    |
| Berol                            | 1992-08   |                                              | Lichfield                    |
| Leiner Health Products           | 1992-05   |                                              | Carson (Kalifornien)         |
| Specialty Coatings International | 1991-04   |                                              | Richmond (Virginia)          |
| Rubatex                          | 1990-12   |                                              | Bedford (Virginia)           |